# 咖啡店

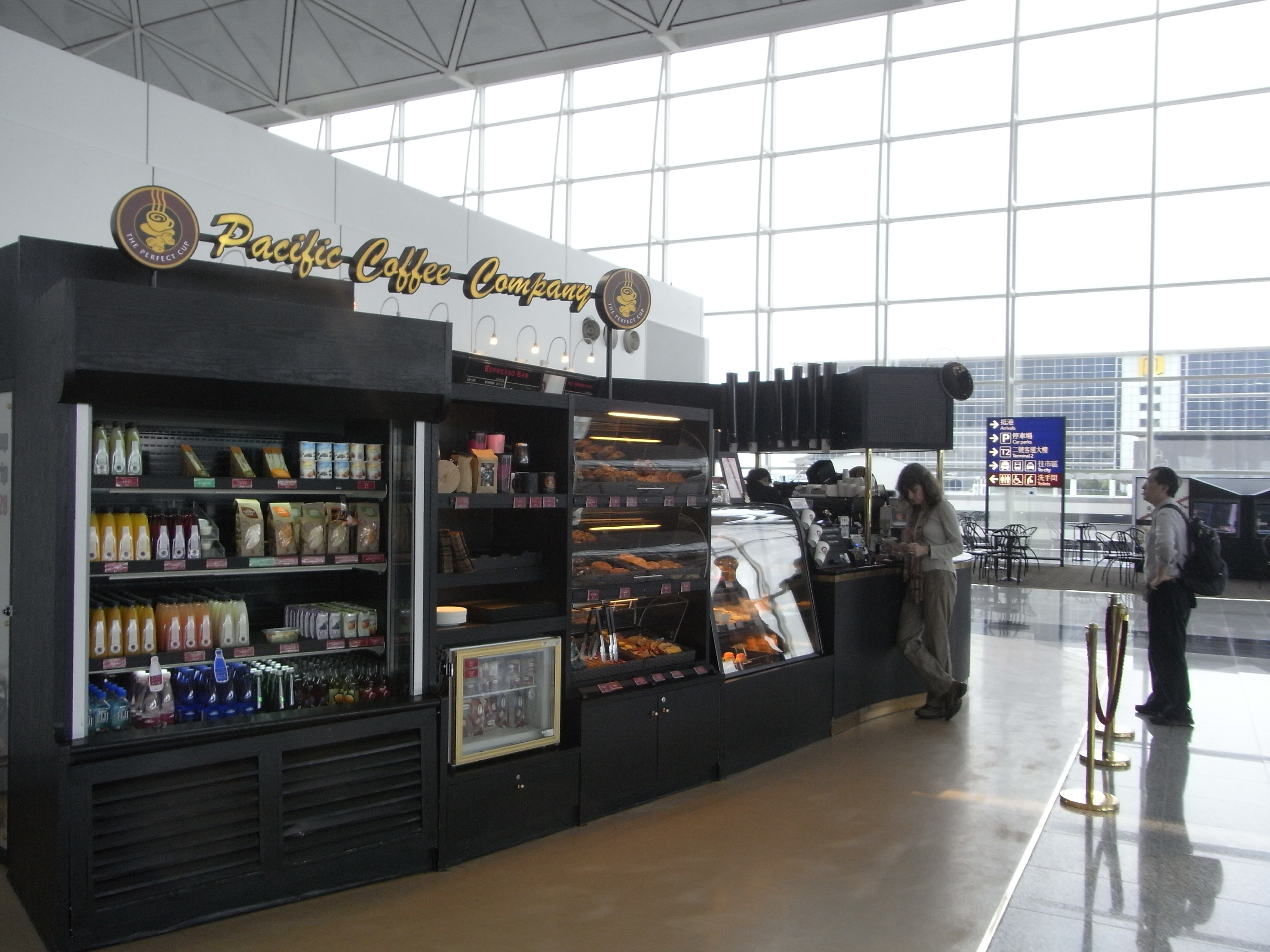
太平洋咖啡店

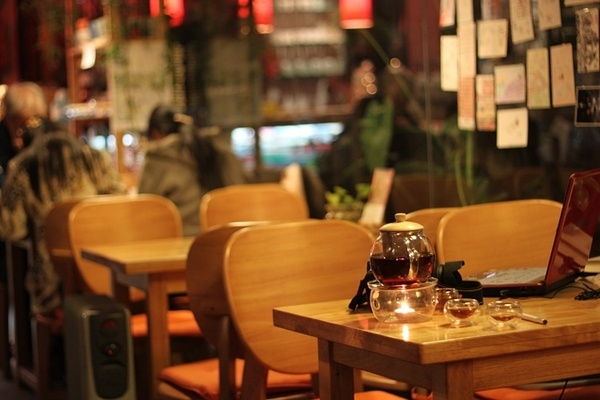
香港一家McCafé店內

咖啡店（法語：café，英語： 或 ），是零售咖啡飲品的店铺。通常也会搭配销售不同種類的糕點及三文治，有些咖啡店也开始销售茶葉飲料。

## 歷史

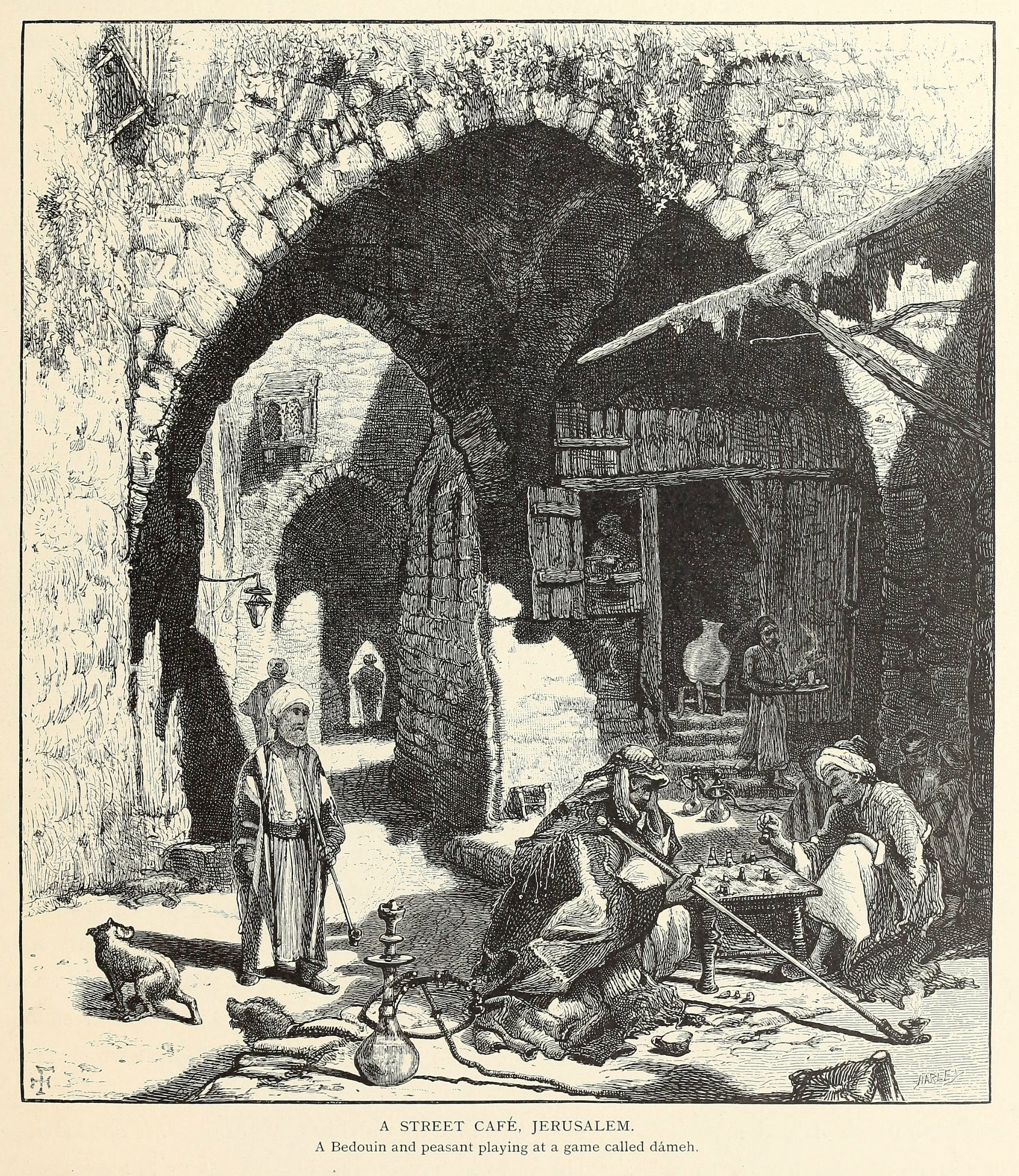
"A Street Cafe, Jerusalem," Henry Fenn (1838-): steel engraving in Picturesque Palestine, ca 1875

在中東，自16世紀起，咖啡屋（波斯語：qahveh-khaneh，土耳其語： 或 ）作爲社交聚會的地方，人們聚集在一起喝咖啡或茶、聽音樂，閱讀、下西洋棋或雙陸棋、或聆聽《列王紀》的誦讀。在今天的伊朗和土耳其，咖啡屋或會招來一群看公眾電視的男性。
传统的关于“维也纳咖啡馆”的起源说法来自于在1683年“維也納之戰”中被打败的土耳其人遗失的装满绿色豆子的神秘袋子。所有这些装满咖啡的袋子都被送给了胜利的波兰国王约翰三世（John III，也就是），而他将它们送给了他的一个军官Franciszek Jerzy Kulczycki。Kulczycki用这些咖啡在维也纳开了第一家咖啡馆。但怀疑者们认为这个故事太过轻率，日期也比较晚，所以不足为信。
在16世纪时在伊斯坦布尔、开罗和麥加便有了咖啡馆。17世纪第一家咖啡馆在欧洲开张。通过在17世纪引进咖啡，咖啡馆在17世纪第一次在欧洲流行起来。英国的第一家土耳其咖啡馆由一个名叫Jacob或Jacobs的土耳其犹太人在1650年的牛津开办。而伦敦的第一家咖啡馆于2年后在Cornhill的St. Michael's Alley开张。

## 各地演變
臺灣
近年來，咖啡店除了是大家放鬆、享受甜點的好去處之外，更是許多人喜歡的工作地點，因此常見許多學生一起討論作業，或是一些自由工作者於店內一隅工作。會有這樣的改變，和臺灣咖啡店的裝潢及營運模式的變遷有關，咖啡店變得不僅是「店面」的樣子，隨著經營者的理念與喜好各有很大的差異，而某些店面的營業時間也從原本的限制時段變成不限時，如此讓咖啡店變成台灣人不管在放鬆或是工作，都能享受小確幸的好地方。
日本
20世紀初期曾出現具風俗店性質的珈琲店（カフェー），也出現在日治時期的台灣，例如台北太平町的維特咖啡（Café Werther）。
美國
星巴克是全美最大的連鎖咖啡店，也在世界多個國家設立分店。第三波精品咖啡則是由藍瓶咖啡（Blue Bottle）、Stumptown Coffee，和知識份子（Intelligentsia Coffee）為代表。
歐洲
通常人們會聚集在一起喝咖啡或茶、聽音樂，閱讀、聊天。
土耳其
咖啡屋或會聚集一群看公眾電視的男性。
- 土耳其咖啡館（奧斯曼咖啡館）

東南亞
東南亞具有當地特色的咖啡店叫做「Kopi tiam」（即「咖啡店」，其中kopi為馬來語，tiam為「店」的閩南語），又稱為鄰里咖啡店（新加坡）或傳統咖啡店（馬來西亞），通常會聚集各式小吃、麵、飯之類的，典型的食物包括黑咖啡、茶或美祿等，有些還有提供肉骨茶。
上海
截至2021年1月，上海共有6913家咖啡馆，是全球擁有咖啡館最多的城市。

## 延伸阅读
- Dutch police plan to cut `cannabusiness' in half（页面存档备份，存于）, The Observer, Amsterdam, Mar. 19, 2005.
- Markman Ellis (2004), The Coffee House: a cultural history, Weidenfeld & Nicholson
- Ray Oldenburg, The Great Good Place: Cafes, Coffee Shops, Community Centers, General Stores, Bars, Hangouts, and How They Get You through the Day (New York: Paragon Books, 1989) ISBN 1-56924-681-5